# HIPO
Niektóre z zamieszczonych tu informacji wymagają weryfikacji.
 Po wyeliminowaniu niedoskonałości należy usunąć szablon  z tego artykułu.
Hierarchy Plus Input-Process-Output (HIPO) - pakiet hierarchicznych diagramów opisujących strukturę programu (systemu) od ogółu do szczegółu w kategoriach funkcji. Opracowany w IBM w celu projektowania dużych systemów i tworzenia ich dokumentacji.
- Visual Table of Contents (VTOC) - hierarchiczny diagram z wszystkimi modułami systemu, ich wzajemnymi powiązaniami, opisem i legendą wyjaśniającą stosowane symbole.
- Input-Process-Output (IPO) - diagramy (ogólne i szczegółowe) ilustrujące elementy wejścia, przetwarzania i wyjścia (od lewej do prawej) w każdym z wyróżnionych modułów (funkcji)